# 中村冬夫
中村 冬夫（なかむら ふゆお、1948年-）は、日本の写真家。井上陽水の専属カメラマンとして抜擢され、『氷の世界』がデビュー作となる。

## 人物
1948年生まれ。東京都久が原町に育つ。メディアに務めていた祖父の影響で、幼少期より写真に興味を持つ。大学生時代には、全共闘運動に共感、「べ平連」に参加しデモを撮影。カメラで戦いを撮るというスタンスを維持。妻は美術家の今田尚美。住居のある鎌倉や藤沢の景色を撮り続けている。魚釣り、農業、居酒屋巡りなどを趣味とする。

## 人物・経歴
- 1948年生まれ。東京都久が原町に育つ[1]。

- 1971年から1976年までは、三里塚闘争を反対同盟側から現地に暮らしながら撮影[1]。

- 1972年、東京に戻り、浅川マキに出会う[1]。

- 井上陽水の専属カメラマンとして異例の抜擢。1973年12月1日にポリドール・レコードよりリリースされた井上陽水「氷の世界」でデビュー[1]。

- 結婚を機に好きだった鎌倉に移り住む。以降、「ヒューマンドキュメント」で多くのポートレートを撮影。雑誌社の取材で日本国内のほか、アメリカ、欧州、南米、アジア、アフガニスタンを訪問[1]。

- 2004年、「鎌倉、歩きたくなる小路」（共著）を、2007年には「鎌倉、めぐりあいたい風景」を出版[1]。

- 2011年7月、藤沢市で「湘南、鎌倉、めぐりあいたい風景」と題する写真展を開催。詩人の崎南海子が写真に詩を付け、雪をかぶった鎌倉の大仏や、真夏の海岸線を走る江ノ島電鉄など、40点を展示[2]。